# Radiant CMS
Radiant est un système de gestion de contenu développé en Ruby et fonctionnant avec le framework Ruby on Rails.
C'est un logiciel flexible, avec un système de pages parentes, de snippets, de modèles.
Léger, il ne permet que de faire de la publication, ne gère pas les commentaires, ni les utilisateurs (sauf pour l'administration).
Il supporte les bases de données de type MySQL, PostgreSQL et SQLite, peut être lancé via WEBrick, le Serveur HTTP léger inclus avec Ruby ou en CGI/FastCGI via Apache, lighttpd, Hiawatha ...
Il est distribué sous Licence MIT.